# Крим, 5 ранку
Крим, 5 ранку (англ. Crimea, 5 am) — міжнародний проєкт Українського інституту та Міністерства закордонних справ України, спрямований на привернення уваги громадськості до проблеми політичних в'язнів та порушення прав людини на тимчасово окупованому Кримському півострові. Проєкт складається з мистецького документального перформансу Дмитра Костюминського за п'єсою Наталії Ворожбит і Анастасії Косодій, книги про проєкт та інформаційної кампанії.

## Передумови створення проєкту
Після анексії Криму Росією та незаконного референдуму у 2014 році, на півострові виник громадянський рух опору. Звичайні люди, які були не байдужі до подій довкола, розміщували на власних сторінках у соціальних мережах інформацію про злочини російських спецслужб. Більшість цих людей були кримськими татарами. Окупаційна влада почала переслідування та ув'язнення за національною та релігійною ознакою. Найбільше активістів було затримано та звинувачено за сфабрикованою справою Хізб ут-Тахріру. Масові арешти почалися у січні 2015 року. Російські спецслужби висували обвинувачення за статтею 205.5 Кримінального кодексу Російської Федерації — «Організація діяльності терористичної організації й участь у діяльності такої організації». Покарання складає строк від 10 років до довічного ув'язнення.
Ціллю проєкту є розповідь особистих історій репресованих та їхніх сімей, аби суха статистика, що швидко забувається, перейшла у людський вимір.

## П'єса
Текст п'єси створений на основі 11 інтерв'ю із членами родин заарештованих кримських татар або політв'язнями, які вийшли на волю чи перебувають під домашнім арештом.
Прем'єра вистави відбулась в Українському домі 2 листопада 2021 року у Міжнародний день припинення безкарності за злочини проти журналістів.
Учасниками перформансу, які зачитували текст п'єси зі сцени, були соліст гурту Бумбокс Андрій Хливнюк, правозахисниця та керівниця організації Amnesty International Ukraine Оксана Покальчук, громадська діячка та журналістка Мирослава Гонгадзе, співачка та солістка гурту GoA Катерина Павленко, режисер та громадський діяч Ахтем Сеітаблаєв, журналістка та головна редакторка «Української правди» Севгіль Мусаєва, акторка Катерина Молчанова, засновниця благодійного фонду «Повір у себе» Ірина Іванчик, письменниця Катерина Калитко та журналіст Вадим Карп'як.

## Команда створення проєкту[6]
| Роль у проєкті                            | Ім'я                   |
| ----------------------------------------- | ---------------------- |
| Режисер та сценограф проєкту              | Дмитро Костюминський   |
| Продюсерка                                | Вероніка Склярова      |
| Автор інсталяції                          | Вальдемарт Клюзко      |
| Автор ідеї, куратор                       | Алім Алієв             |
| Кураторка проєкту                         | Надія Соколенко        |
| Авторка п'єси                             | Анастасія Косодій      |
| Авторка п'єси                             | Наталя Ворожбит        |
| Авторка п'єси                             | Ленора Дюльбер         |
| Помічниця режисера, адміністраторка сайту | Єлизавета Рильцева     |
| Лінійний продюсер                         | Олександр Фоменко      |
| Музика                                    | Генадій Бойченко       |
| Музика                                    | Джамала                |
| Музика                                    | Усеін Бекіров          |
| Музика                                    | ансамбль Мусафір       |
| Помічник сценографа                       | Олександр Мирошніченко |
| Асистентка режисера                       | Юлія Ліннік            |
| PR проєкту                                | Анна Бурдіна           |
| Автор анімаційних промо роликів           | Євген Якшин            |
| Монтаж                                    | Олександр Літвіненко   |